# بين امرأتين (فلم 1937)
بين امرأتين (بالإنجليزية: Between Two Women) هو فيلم أبيض وأسود درامي أمريكي صدر عام 1937 من إخراج جورج بي. سايتس وكتابة فريدريك ستيفاني وماريون بارسونيت. من بطولة فرانشوت تون ومورين أوسوليفان وفيرجينيا بروس وليونارد بن وكليف إدواردز. تم إصدار الفيلم في 9 يوليو 1937 بواسطة مترو غولدوين ماير. تدور أحداث الفيلم حول رجل جراح شاب يقع في حب ممرضة متزوجة من رجل مدمن للكحول يسيء معاملتها جسديًا، ثم يلتقي بوريثة تعاني من التهاب الزائدة الدودية ويقع في حبها.

## ملخص السيناريو
يمضي الطالب المتدرب ألين ميغان، الكثير من الوقت في "المستشفى العام"، بعدما ينقذ حياة رجل محاصر في انفجار. في هذه الأثناء ألين يحب الممرضة الطالبة كلير دوناهو، وهي تحبه، لكنها متزوجة من توم، زوج يسيء معاملتها جسديًا. مع رفضها ترك توم، تطلب من ألين الزواج من باتريشيا، المرأة التي أنقذ حياتها.
تغضب باتريشيا لأن ألين يقضي الكثير من الوقت في مهنته وليس في زواجهما. تزداد شكوكها في أن ألين على علاقة غرامية بالممرضة كلير عندما يتم نقل توم إلى المستشفى بعد حادث خطير. تترك باتريشيا ألين من أجل الدكتور توني وولكوت. بعد مرور بعض الوقت، يتم الإبلاغ عن حادث قطار ويتم نقل باتريشيا إلى المستشفى وهي تعاني من تشوه شديد في الوجه.
بعدما أصبح ألين طبيبًا ناجحًا يتصالح مع باتريشيا مع مضي الوقت، وتلتئم إصابات باتريشيا ولا يزال ألين يعيش مع كلير. يتوجب عليه الآن الاختيار "بين امرأتين".

## طاقم التمثيل
- فرانشوت تون بدور آلان ميغان
- مورين أوسوليفان بدور كلير دوناهو
- فرجينيا بروس بدور باتريشيا سلون
- ليونارد بين بدور توني وولكوت
- كليف إدواردز بدور سنوبي
- جانيت بيتشر بدور الآنسة برينجل
- تشارلي غريبوين بدور الدكتور ويبستر
- هيلين تروي بدور سالي
- جريس فورد بدور الممرضة هاولي
- جون كلايوورث بدور إليانور
- إدوارد نوريس بدور الدكتور باريلي
- أنتوني نيس بدور توم دوناهو
- هيو مارلو بدور الكاهن
- كي لوك بدور الدكتور لي

## روابط خارجية
- بين امرأتين  في قاعدة بيانات الأفلام على الإنترنت (بالإنجليزية)
- بين امرأتين على فهرس معهد الفيلم الأمريكي